# Julern
Julern är en sjö i Linköpings kommun i Östergötland och ingår i Motala ströms huvudavrinningsområde. Sjön är 1,7 meter djup, har en yta på 0,03 kvadratkilometer och är belägen 70 meter över havet.